# Suzane Pires
Suzane Lira Pires (São Paulo, 17 de agosto de 1992) é uma futebolista portuguesa que atua como média. Atualmente, atua pelo Santos.

## Carreira
Aos 12 já jogava futsal no time da Sabesp, no qual ficou por dois anos.
Em 2010, aos 18 anos, conseguiu uma bolsa de estudos para jogar na Southern Connecticut State University, nos Estados Unidos, onde se formou em administração de empresas.
Em seguida, transferiu-se para o Boston Breakers, no qual se profissionalizou e atuou por um ano como meia.
Fez a sua primeira internacionalização em 2015, fazendo atualmente parte da Seleção Portuguesa de Futebol Feminino.
Chegou ao Santos em 2016. Depois de amargar a reserva, passou a ganhar espaço no time e conquistou a titularidade durante o Campeonato Paulista daquele ano. Quando vivia um ótimo momento, Suzane sofreu uma grave lesão no segundo semestre de 2016 e o rompimento do ligamento cruzado anterior (LCA) a afastou dos gramados por sete meses.
Entre 2016 e 2017, foram 39 jogos pelo Santos e seis gols marcados. Em março de 2017, preferiu não renovar seu contrato com o Peixe e partiu para Portugal em junho para se juntar ao marido e buscar um novo clube.
Em setembro de 2018, chegou ao Marítimo, na época, recém-promovido à I Divisão portuguesa do futebol feminino.
Em 2020, quando atuava pelo Marítimo, a jogadora descobriu seis meses depois do casamento com o goleiro Gauther Martins que estava grávida.
Em abril de 2021, foi contratada pela Ferroviária.
Em 2022, foi convocada para disputar a Euro pela seleção de Portugal.
Pelo Brasileiro de 2023, Suzane atuou em 20 partidas, marcando quatro gols e contribuindo com duas assistências. Ao final, foi escolhida por votação popular na internet para integrar a seleção do Brasileiro Feminino.
Em janeiro de 2024, foi anunciada como reforço das Sereias da Vila para a temporada.